# Craugastor batrachylus
Craugastor batrachylus là một loài ếch thuộc họ Craugastoridae. Đây là loài đặc hữu của México.
Môi trường sống tự nhiên của chúng là vùng núi ẩm nhiệt đới hoặc cận nhiệt đới và vùng cây bụi ẩm khu vực nhiệt đới hoặc cận nhiệt đới.